# Kalimati (Juwangi)
Kalimati is een bestuurslaag in het regentschap Boyolali van de provincie Midden-Java, Indonesië. Kalimati telt 3384 inwoners (volkstelling 2010).